# UCI World Tour 2012
Navigation
Édition précédente Édition suivante
L'UCI World Tour 2012 est la deuxième édition de l'UCI World Tour, le successeur du calendrier mondial et du ProTour. Les 27 épreuves de l'édition 2011 sont incluses dans cette nouvelle compétition. La semi-classique belge, le Grand Prix E3 fait son entrée au calendrier. Fin juin, l'UCI confirme l'ajout d'une nouvelle épreuve, le Tour de Hangzhou, qui se déroulera en Chine juste après le Tour de Pékin, mais à la suite de critères de qualité non conformes, l'UCI décide, le 28 août, de ne pas donner le feu vert cette année pour cette épreuve.
Les 18 équipes qui ont une licence ProTour ont le droit, mais aussi le devoir de participer à toutes les courses de ce calendrier.

## Évolution
Le calendrier, qui a été dévoilé le 25 septembre 2011 par l'UCI, compte trois changements :
- le Grand Prix E3 est ajouté au programme et a lieu le vendredi 23 mars 2012, deux jours avant Gand-Wevelgem.
- le Tour de Pologne est déplacé au mois de juillet, il est couru en même temps que le Tour de France.
- le Tour de Lombardie est maintenant disputé une semaine après le championnat du monde. Le Tour de Pékin devient désormais la dernière épreuve du calendrier World Tour.
- le contre-la-montre par équipes des championnats du monde intègre le calendrier et décernerons des points uniquement pour le classement par équipes.

En plus de ces quatre changements, l'UCI ajoute une nouvelle épreuve. Le Tour de Hangzhou, censé se dérouler dans la foulée du Tour de Pékin. L'épreuve est cependant annulée pour des raisons non déterminées et sa première édition repoussée à octobre 2013, avant d'être définitivement supprimée en février 2013.

## Barème
Comme en 2011, seuls les coureurs membres d'une équipe possédant le label ProTour peuvent marquer des points. Le nouveau classement est publié le lundi suivant chaque épreuve UCI World Tour.
Le barème des points est différent selon les épreuves :
| Classement général  | 1er | 2e  | 3e  | 4e  | 5e  | 6e  | 7e  | 8e | 9e | 10e | 11e | 12e | 13e | 14e | 15e | 16e | 17e | 18e | 19e | 20e |
| ------------------- | --- | --- | --- | --- | --- | --- | --- | -- | -- | --- | --- | --- | --- | --- | --- | --- | --- | --- | --- | --- |
| Épreuve catégorie 1 | 200 | 150 | 120 | 110 | 100 | 90  | 80  | 70 | 60 | 50  | 40  | 30  | 24  | 20  | 16  | 12  | 10  | 8   | 6   | 4   |
| Épreuve catégorie 2 | 170 | 130 | 100 | 90  | 80  | 70  | 60  | 52 | 44 | 38  | 32  | 26  | 22  | 18  | 14  | 10  | 8   | 6   | 4   | 2   |
| Épreuve catégorie 3 | 100 | 80  | 70  | 60  | 50  | 40  | 30  | 20 | 10 | 4   | –   | –   | –   | –   | –   | –   | –   | –   | –   | –   |
| Épreuve catégorie 4 | 80  | 60  | 50  | 40  | 30  | 22  | 14  | 10 | 6  | 2   | –   | –   | –   | –   | –   | –   | –   | –   | –   | –   |
| Épreuve catégorie 5 | 200 | 170 | 140 | 130 | 120 | 110 | 100 | 90 | 80 | 70  | 60  | 50  | 40  | 30  | 20  | 15  | 10  | 8   | 5   | 3   |

| Classement d'étape  | 1er | 2e | 3e | 4e | 5e |
| ------------------- | --- | -- | -- | -- | -- |
| Épreuve catégorie 1 | 20  | 10 | 6  | 4  | 2  |
| Épreuve catégorie 2 | 16  | 8  | 4  | 2  | 1  |
| Épreuve catégorie 3 | 6   | 4  | 2  | 1  | 1  |

Épreuve de catégorie 1 : Tour de France.

Épreuves de catégorie 2 : Tour d'Italie et Tour d'Espagne.

Épreuves de catégorie 3 : Tour Down Under, Paris-Nice, Tirreno-Adriatico, Milan-San Remo, Tour de Catalogne, Tour des Flandres, Tour du Pays basque, Paris-Roubaix, Liège-Bastogne-Liège, Tour de Romandie, Critérium du Dauphiné, Tour de Suisse, Tour de Pologne, Eneco Tour, Tour de Lombardie et Tour de Pékin.

Épreuves de catégorie 4 : Grand Prix E3, Gand-Wevelgem, Amstel Gold Race, Flèche wallonne, Classique de Saint-Sébastien, Vattenfall Cyclassics, Grand Prix de Plouay, Grand Prix cycliste de Québec et Grand Prix cycliste de Montréal.

Épreuves de catégorie 5 : Championnat du monde du contre-la-montre par équipes.
Outre un classement individuel, l'UCI World Tour 2012 comporte un classement par équipes et un classement par pays. Le classement par équipes est établi sur la base des points des cinq meilleurs coureurs de chaque équipe au classement individuel ainsi que des points obtenues lors du contre-la-montre par équipes des championnats du monde. Le classement par nation est obtenu en additionnant les points obtenus par les cinq premiers coureurs de chaque nation au classement individuel. En cas d'égalité, les équipes ou les nations sont départagées par la place de leur meilleur coureur au classement individuel.

## Équipes
| UCI ProTeams en 2012    | UCI ProTeams en 2012 | UCI ProTeams en 2012 |
| Nom de l'équipe         | Pays                 | Code                 |
| ----------------------- | -------------------- | -------------------- |
| AG2R La Mondiale        | France               | ALM                  |
| Astana                  | Kazakhstan           | AST                  |
| BMC Racing              | États-Unis           | BMC                  |
| Euskaltel-Euskadi       | Espagne              | EUS                  |
| FDJ-BigMat              | France               | FDJ                  |
| Garmin-Sharp            | États-Unis           | GRS                  |
| Katusha                 | Russie               | KAT                  |
| Lampre-ISD              | Italie               | LAM                  |
| Liquigas-Cannondale     | Italie               | LIQ                  |
| Lotto-Belisol           | Belgique             | LTB                  |
| Movistar                | Espagne              | MOV                  |
| Omega Pharma-Quick Step | Belgique             | OPQ                  |
| Orica-GreenEDGE         | Australie            | OGE                  |
| Rabobank                | Pays-Bas             | RAB                  |
| RadioShack-Nissan       | Luxembourg           | RNT                  |
| Saxo Bank-Tinkoff Bank  | Danemark             | STB                  |
| Sky                     | Royaume-Uni          | SKY                  |
| Vacansoleil-DCM         | Pays-Bas             | VCD                  |

## Calendrier et résultats
| No | Date                | Nom de l'épreuve                    | Pays              | C. | Vainqueur               | Classement individuel | Classement par équipes  | Classement par pays |
| -- | ------------------- | ----------------------------------- | ----------------- | -- | ----------------------- | --------------------- | ----------------------- | ------------------- |
| 1  | 17-22 janvier       | Tour Down Under                     | Australie         | 3  | Simon Gerrans           | Simon Gerrans         | RadioShack-Nissan       | Australie           |
| 2  | 4-11 mars           | Paris-Nice                          | France            | 3  | Bradley Wiggins         | Alejandro Valverde    | Sky                     | Espagne             |
| 3  | 7-13 mars           | Tirreno-Adriatico                   | Italie            | 3  | Vincenzo Nibali         | Alejandro Valverde    | RadioShack-Nissan       | Espagne             |
| 4  | 17 mars             | Milan-San Remo                      | Italie            | 3  | Simon Gerrans           | Simon Gerrans         | RadioShack-Nissan       | Italie              |
| 6  | 23 mars             | Grand Prix E3                       | Belgique          | 4  | Tom Boonen              | Simon Gerrans         | RadioShack-Nissan       | Espagne             |
| 5  | 19-25 mars          | Tour de Catalogne                   | Espagne           | 3  | Michael Albasini        | Simon Gerrans         | GreenEDGE               | Espagne             |
| 7  | 25 mars             | Gand-Wevelgem                       | Belgique          | 4  | Tom Boonen              | Simon Gerrans         | Sky                     | Espagne             |
| 8  | 1er avril           | Tour des Flandres                   | Belgique          | 3  | Tom Boonen              | Tom Boonen            | Liquigas-Cannondale     | Belgique            |
| 9  | 2-7 avril           | Tour du Pays basque                 | Espagne           | 3  | Samuel Sánchez          | Tom Boonen            | Omega Pharma-Quick Step | Espagne             |
| 10 | 8 avril             | Paris-Roubaix                       | France            | 3  | Tom Boonen              | Tom Boonen            | Omega Pharma-Quick Step | Espagne             |
| 11 | 15 avril            | Amstel Gold Race                    | Pays-Bas          | 4  | Enrico Gasparotto       | Tom Boonen            | Omega Pharma-Quick Step | Espagne             |
| 12 | 18 avril            | Flèche wallonne                     | Belgique          | 4  | Joaquim Rodríguez       | Tom Boonen            | Omega Pharma-Quick Step | Espagne             |
| 13 | 22 avril            | Liège-Bastogne-Liège                | Belgique          | 3  | Maxim Iglinskiy         | Tom Boonen            | Omega Pharma-Quick Step | Espagne             |
| 14 | 24-29 avril         | Tour de Romandie                    | Suisse            | 3  | Bradley Wiggins         | Tom Boonen            | Omega Pharma-Quick Step | Espagne             |
| 15 | 5-27 mai            | Tour d'Italie                       | Italie            | 2  | Ryder Hesjedal          | Joaquim Rodríguez     | Katusha                 | Espagne             |
| 16 | 3-10 juin           | Critérium du Dauphiné               | France            | 3  | Bradley Wiggins         | Joaquim Rodríguez     | Sky                     | Espagne             |
| 17 | 9-17 juin           | Tour de Suisse                      | Suisse            | 3  | Rui Costa               | Joaquim Rodríguez     | Sky                     | Espagne             |
| 19 | 10-16 juillet       | Tour de Pologne                     | Pologne           | 3  | Moreno Moser            | Joaquim Rodríguez     | Sky                     | Espagne             |
| 18 | 30 juin-22 juillet  | Tour de France                      | France            | 1  | Bradley Wiggins         | Bradley Wiggins       | Sky                     | Espagne             |
| 20 | 6-12 août           | Eneco Tour                          | Pays-Bas Belgique | 3  | Lars Boom               | Bradley Wiggins       | Sky                     | Espagne             |
| 21 | 14 août             | Classique de Saint-Sébastien        | Espagne           | 4  | Luis León Sánchez       | Bradley Wiggins       | Sky                     | Espagne             |
| 23 | 19 août             | Vattenfall Cyclassics               | Allemagne         | 4  | Arnaud Démare           | Bradley Wiggins       | Sky                     | Espagne             |
| 24 | 26 août             | GP Ouest-France de Plouay           | France            | 4  | Edvald Boasson Hagen    | Bradley Wiggins       | Sky                     | Espagne             |
| 25 | 7 septembre         | Grand Prix cycliste de Québec       | Canada            | 4  | Simon Gerrans           | Bradley Wiggins       | Sky                     | Espagne             |
| 22 | 18 août-9 septembre | Tour d'Espagne                      | Espagne           | 2  | Alberto Contador        | Bradley Wiggins       | Sky                     | Espagne             |
| 26 | 9 septembre         | Grand Prix cycliste de Montréal     | Canada            | 4  | Lars Petter Nordhaug    | Bradley Wiggins       | Sky                     | Espagne             |
| 27 | 16 septembre        | Championnat du monde du Clm/équipes | Pays-Bas          | 5  | Omega Pharma-Quick Step | Bradley Wiggins       | Sky                     | Espagne             |
| 28 | 29 septembre        | Tour de Lombardie                   | Italie            | 3  | Joaquim Rodríguez       | Joaquim Rodríguez     | Sky                     | Espagne             |
| 29 | 9-13 octobre        | Tour de Pékin                       | Chine             | 3  | Tony Martin             | Joaquim Rodríguez     | Sky                     | Espagne             |

## Classements

### Classement individuel
| Rang | Coureur               | Équipe                  | Points |
| ---- | --------------------- | ----------------------- | ------ |
| 1    | Joaquim Rodríguez     | Katusha                 | 692    |
| 2    | Bradley Wiggins       | Sky                     | 601    |
| 3    | Tom Boonen            | Omega Pharma-Quick Step | 410    |
| 4    | Vincenzo Nibali       | Liquigas-Cannondale     | 400    |
| 5    | Alejandro Valverde    | Movistar                | 394    |
| 6    | Simon Gerrans         | Orica-GreenEDGE         | 390    |
| 7    | Christopher Froome    | Sky                     | 376    |
| 8    | Peter Sagan           | Liquigas-Cannondale     | 351    |
| 9    | Samuel Sánchez        | Euskaltel-Euskadi       | 332    |
| 10   | Rui Costa             | Movistar                | 320    |
| 11   | Edvald Boasson Hagen  | Sky                     | 317    |
| 12   | Alberto Contador      | Saxo Bank-Tinkoff Bank  | 290    |
| 13   | Ryder Hesjedal        | Garmin-Sharp            | 241    |
| 14   | Jurgen Van den Broeck | Lotto-Belisol           | 237    |
| 15   | Rigoberto Urán        | Sky                     | 199    |
| 16   | Daniel Martin         | Garmin-Sharp            | 196    |
| 17   | Michael Rogers        | Sky                     | 194    |
| 18   | Bauke Mollema         | Rabobank                | 194    |
| 19   | Sergio Henao          | Sky                     | 194    |
| 20   | Roman Kreuziger       | Astana                  | 189    |
| 21   | Damiano Cunego        | Lampre-ISD              | 184    |
| 22   | Michele Scarponi      | Lampre-ISD              | 184    |
| 23   | Michael Albasini      | Orica-GreenEDGE         | 183    |
| 24   | Cadel Evans           | BMC Racing              | 182    |
| 25   | Óscar Freire          | Katusha                 | 181    |
| 26   | Moreno Moser          | Liquigas-Cannondale     | 175    |
| 27   | Alessandro Ballan     | BMC Racing              | 172    |
| 28   | Tony Martin           | Omega Pharma-Quick Step | 171    |
| 29   | André Greipel         | Lotto-Belisol           | 162    |
| 30   | Rinaldo Nocentini     | AG2R La Mondiale        | 162    |

- 249 coureurs ont marqué au moins un point.

### Classement par équipes
Ce classement est obtenu en additionnant les points des 5 premiers coureurs de chaque équipe au classement individuel ainsi que les points obtenus lors du contre-la-montre par équipes des championnats du monde.
| Rang | Équipe                  | Points | 5 meilleurs coureurs                                                                   | WTTT |
| ---- | ----------------------- | ------ | -------------------------------------------------------------------------------------- | ---- |
| 1    | Sky                     | 1767   | Wiggins (601), Froome (376), Boasson Hagen (317), Urán (199), Rogers (194)             | 80   |
| 2    | Katusha                 | 1273   | Rodríguez (692), Freire (181), Kolobnev (110), Moreno (104), Špilak (86)               | 100  |
| 3    | Liquigas-Cannondale     | 1197   | Nibali (400), P. Sagan (351), Moser (175), Basso (88), Capecchi (53)                   | 130  |
| 4    | Omega Pharma-Quick Step | 1162   | Boonen (410), Martin (171), Terpstra (160), Chavanel (113), Kwiatkowski (108)          | 200  |
| 5    | Movistar                | 952    | Valverde (394), Costa (320), Intxausti (47), Kiryienka (41), Castroviejo (40)          | 110  |
| 6    | Orica-GreenEDGE         | 920    | Gerrans (390), Albasini (183), Goss (114), Durbridge (56), Tuft (37)                   | 140  |
| 7    | BMC Racing              | 917    | Evans (182), Ballan (172), Van Garderen (160), Van Avermaet (121), Gilbert (112)       | 170  |
| 8    | Rabobank                | 799    | Mollema (194), Boom (148), Sánchez (143), Gesink (134), Breschel (60)                  | 120  |
| 9    | Garmin-Sharp            | 762    | Hesjedal (241), Martin (196), Talansky (145), Haussler (70), Le Mével (40)             | 70   |
| 10   | Astana                  | 645    | Kreuziger (189), Gasparotto (150), Brajkovič (106), M. Iglinskiy (100), Gavazzi (100)  | -    |
| 11   | Lotto-Belisol           | 625    | Van den Broeck (237), Greipel (162), J. Vanendert (104), Meersman (70), Roelandts (52) | -    |
| 12   | RadioShack-Nissan       | 619    | Cancellara (134), Horner (120), Zubeldia (94), Machado (92), F. Schleck (89)           | 90   |
| 13   | Euskaltel-Euskadi       | 555    | Sánchez (332), Nieve (98), I. Izaguirre (46), Antón (44), Verdugo (35)                 | -    |
| 14   | Lampre-ISD              | 435    | Cunego (184), Scarponi (184), Ulissi (30), Petacchi (22), Niemiec (15)                 | -    |
| 15   | Saxo Bank-Tinkoff Bank  | 401    | Contador (290), Majka (30), Tosatto (30), C.A. Sørensen (30), J.J. Haedo (21)          | -    |
| 16   | Vacansoleil-DCM         | 364    | De Gendt (134), Westra (97), Hoogerland (51), Marczyński (45), Marcato (37)            | -    |
| 17   | AG2R La Mondiale        | 315    | Nocentini (162), Roche (63), Péraud (42), Gadret (33), Belletti (15)                   | -    |
| 18   | FDJ-BigMat              | 246    | Démare (87), Pinot (85), Jeannesson (40), Fédrigo (20), Ladagnous (14)                 | -    |

### Classement par pays
On additionne les points des 5 premiers coureurs de chaque pays au classement individuel.
| Rang | Pays        | Points | 5 meilleurs coureurs                                                                  |
| ---- | ----------- | ------ | ------------------------------------------------------------------------------------- |
| 1    | Espagne     | 1889   | Rodríguez (692), Valverde (394), Contador (290), S. Sánchez (332), Freire (181)       |
| 2    | Royaume-Uni | 1163   | Wiggins (601), Froome (376), Cavendish (128), Swift (36), Thomas (22)                 |
| 3    | Italie      | 1115   | Nibali (400), Cunego (184), Scarponi (184), Moser (175), Ballan (172)                 |
| 4    | Belgique    | 1014   | Boonen (410), Van den Broeck (237), De Gendt (134), Van Avermaet (121), Gilbert (112) |
| 5    | Australie   | 962    | Gerrans (390), Rogers (194), Evans (182), Goss (114), Porte (82)                      |
| 6    | Pays-Bas    | 733    | Mollema (194), Terpstra (160), Boom (148), Gesink (132), Westra (97)                  |
| 7    | États-Unis  | 530    | Van Garderen (160), Talansky (145), Horner (120), Leipheimer (75), Danielson (30)     |
| 8    | Norvège     | 449    | Boasson Hagen (317), Nordhaug (122), Kristoff (9), Hushovd (1)                        |
| 9    | Allemagne   | 447    | Martin (171), Greipel (162), Gerdemann (51), Klöden (40), Wegmann (23)                |
| 10   | Portugal    | 412    | Costa (320), Machado (92)                                                             |
| 11   | Colombie    | 404    | Henao (194), Urán (179), Rubiano (16), Quintana (6), Anacona (4)                      |
| 12   | France      | 367    | Chavanel (113), Démare (87), Pinot (85), Péraud (42), Le Mével (40)                   |
| 13   | Slovaquie   | 361    | P. Sagan (351), P. Velits (10)                                                        |
| 14   | Suisse      | 357    | Albasini (183), Cancellara (134), Zaugg (20), Tschopp (18), Frank (2)                 |
| 15   | Canada      | 278    | Hesjedal (241), Tuft (37)                                                             |

- 35 pays sont classés.

Ce classement n'intègre pas les coureurs ayant obtenu des places correspondant à des points UCI World Tour, mais ne courant pas pour une équipe World Tour. En 2012, c'est - par exemple - le cas des Français Thomas Voeckler, Pierre Rolland, Sébastien Turgot et Julien Simon, de l'Allemand John Degenkolb, des Italiens Filippo Pozzato, Gianluca Brambilla, Roberto Ferrari et Domenico Pozzovivo, de l'Australien Rohan Dennis, du Colombien Leonardo Duque, ou encore d'autres coureurs courant pour une équipe continentale professionnelle.

## Victoires sur le World Tour
Ci-dessous les coureurs à 2 victoires minimum, les équipes ayant gagnées une course et les pays avec 2 victoires minimum les plus prolifiques en termes de victoires sur l'édition 2012 du World Tour.
| Pos. | Coureur              | Vict. |
| 1.   | Joaquim Rodríguez    | 10    |
| -    | Bradley Wiggins      | 10    |
| 3.   | Peter Sagan          | 8     |
| 4.   | Mark Cavendish       | 7     |
| 5.   | André Greipel        | 6     |
| -    | John Degenkolb       | 6     |
| 7.   | Tom Boonen           | 5     |
| -    | Samuel Sánchez       | 5     |
| -    | Alejandro Valverde   | 5     |
| 10.  | Michael Albasini     | 4     |
| -    | Luis León Sánchez    | 4     |
| 12.  | Edvald Boasson Hagen | 3     |
| -    | Simon Gerrans        | 3     |
| -    | Moreno Moser         | 3     |
| 15.  | Fabian Cancellara    | 2     |
| -    | Alberto Contador     | 2     |
| -    | Steve Cummings       | 2     |
| -    | Thomas De Gendt      | 2     |
| -    | Rui Costa            | 2     |
| -    | Philippe Gilbert     | 2     |
| -    | Fredrik Kessiakoff   | 2     |
| -    | Marcel Kittel        | 2     |
| -    | Daniel Moreno        | 2     |
| -    | Vincenzo Nibali      | 2     |
| -    | Julien Simon         | 2     |
| -    | Ben Swift            | 2     |
| -    | Thomas Voeckler      | 2     |

| Pos. | Équipe                       | Vict. |
| 1.   | Sky                          | 26    |
| 2.   | Katusha                      | 16    |
| 3.   | Orica-GreenEDGE              | 15    |
| 4.   | Liquigas-Cannondale          | 14    |
| 5.   | Movistar                     | 12    |
| 6.   | Astana                       | 9     |
| 7.   | Omega Pharma-Quick Step      | 9     |
| 8.   | Argos-Shimano                | 8     |
| -    | BMC Racing                   | 8     |
| -    | Lotto-Belisol                | 8     |
| 11.  | Rabobank                     | 7     |
| 12.  | Euskaltel-Euskadi            | 5     |
| 13.  | FDJ-BigMat                   | 4     |
| -    | RadioShack-Nissan            | 4     |
| -    | Vacansoleil-DCM              | 4     |
| 16.  | Europcar                     | 3     |
| -    | Garmin-Barracuda             | 3     |
| -    | Saur-Sojasun                 | 3     |
| 19.  | Androni Giocattoli-Venezuela | 2     |
| -    | Farnese Vini-Selle Italia    | 2     |
| -    | Saxo Bank-Tinkoff Bank       | 2     |
| 22.  | Caja Rural                   | 1     |
| -    | Colnago-CSF Inox             | 1     |
| -    | UniSA-Australia              | 1     |

| Pos. | Pays        | Vict. |
| 1.   | Espagne     | 33    |
| 2.   | Royaume-Uni | 24    |
| 3.   | Italie      | 18    |
| 4.   | Allemagne   | 15    |
| 5.   | France      | 10    |
| -    | Belgique    | 10    |
| 7.   | Slovaquie   | 8     |
| -    | Australie   | 8     |
| 9.   | Suisse      | 6     |
| 10.  | Norvège     | 4     |
| 11.  | Colombie    | 3     |
| -    | Pays-Bas    | 3     |
| -    | Suède       | 3     |
| 14.  | Canada      | 2     |
| -    | Portugal    | 2     |
| -    | Tchéquie    | 2     |
| -    | Russie      | 2     |